# Монтенегру (Фару)
Монтенегру (порт. Montenegro) — район (фрегезия) в Португалии, входит в округ Фару. Является составной частью муниципалитета Фару. По старому административному делению входил в провинцию Алгарве (регион). Входит в экономико-статистический субрегион Алгарве, который входит в Алгарве. Население составляет 5336 человек на 2001 год. Занимает площадь 23,01 км².